# Dancehall
Dancehall is een genre van Jamaicaanse populaire muziek dat is ontstaan in de late jaren 1970. Deze muziekstijl is ook bekend onder de naam raggamuffin. Het wordt vaak als een subgenre van reggae beschouwd. In de dagelijkse praktijk in Jamaica worden reggae en dancehall wel als aparte genres behandeld.

## Ontstaan
De term dancehall is enigszins verwarrend, want eigenlijk waren voor de meeste moderne Jamaicaanse muziekstijlen (sinds ska) de "dancehalls" als ruimte belangrijk, zijnde (meestal openlucht)ruimten/clubs rond mobiele discotheken. Als benaming voor een genre legt het in ieder geval de nadruk op de dansvloer en interactie met het aanwezige publiek. Muzikale veranderingen binnen de reggae – ook in studio's – vormden verder de basis voor de vorming van het subgenre. Deze vonden plaats sinds eind jaren 70. Hergebruik van "riddims" – instrumentale delen van specifieke nummers – namen sindsdien om veelal economische redenen toe. Populaire instrumentale gedeelten van nummers werden los hiervan ook wel spontaan gebruikt door deejays of "toasters" om ritmisch overheen te praten. Dit – een historische voorloper van de latere rap in de VS – werd "toasten" genoemd en was vaak een directe interactie met het publiek. Dit toasten over bestaande muziek kan als het begin van de dancehall worden gezien: vooral het ritmisch praten (in plaats van zingen) werd een onderscheidend kenmerk van dancehall.
Muzikaal vonden er ook veranderingen plaats die een voorbode van de dancehall waren. De grotere nadruk op bas en drum, en wat "schaarser" opgevulde riddims/instrumentals, alsmede dub-effecten, namen in de jaren 80 in de Jamaicaanse reggae toe. Hier werd echter ook vaak op gezongen. Het drumpatroon was ook het 'rockers'-patroon dat in latere Roots Reggae gangbaarder werd, en onder meer een extra basdrum op de eerste tel (van 4/4) omvat. Zo ontstond eigenlijk de vroege fase van dancehallreggae, die ook bekendstaat als Rub-a-Dub.
Dancehall komt inhoudelijk in verschillende varianten voor, van romantische teksten tot protestliederen.

## Digitaal
Een invloedrijke verandering kwam met het gebruik van digitale riddims/instrumentals. Deze nieuwe instrumentals werden met synthesizers of anders digitaal gemaakt, veelal gebaseerd op een versneld rockers-drumpatroon. Die versnelling wijst op een band met de dansvloer. 'Under mi sleng teng' van Wayne Smith (1984) was een van de eerste Digital Dancehall-nummers, in dit geval afgeleid van een standaard voorgeprogrammeerd ritme in de Casio-keyboards die toen op de markt waren. Dit Sleng Teng riddim bleek het bijzonder goed te doen, en vanaf eind jaren 80 – en doorgaand in de jaren 90 – nam het gebruik van dergelijke, vooral ritmische riddims/instrumentals toe. Deze digitale dancehall staat ook wel bekend als ragga. Op deze digitale riddims – ook omdat ze nogal ritmisch zijn – wordt veelal getoast (later ook wel 'to chat' genoemd). Terwijl toasten het rappen in de VS heeft beïnvloed, gebeurde het later andersom ook wel: hiphop heeft deels moderne dancehall beïnvloed.
Hiernaast werden en worden er ook ooit met live-instrumenten opgenomen (oudere) reggae riddims gebruikt door vocalisten. Dit zijn vaak ook gemoderniseerde versies of opnieuw ingespeelde klassieke riddims uit de jaren 70.
Als men zingt (en niet toast) over die niet-digitale, maar opnieuw gebruikte, riddims wordt het vaak tot de reggae gerekend. Toast/chat men erover, dan wordt het ook vaak tot de dancehall gerekend. Dat laatste geldt ook voor het toasten/chatten op digitale riddims.

## Verdere ontwikkelingen
In het midden van de jaren 90, met de opkomst van de dancehall BoboShanti (een stroming binnen rastafari), ontwikkelden artiesten zoals Sizzla en Capleton een verbinding tussen dancehall en rastafari.

## Dancehallartiesten
- Beenie Man
- Bounty Killer
- Buju Banton
- Capleton
- Cutty Ranks
- Elephant Man
- Johnny Osbourne
- Kenny B.
- Kevin Lyttle
- Lady Saw
- Papa Touwtjie
- Sean Paul
- Seeed
- Shabba Ranks
- Shaggy
- Shockman
- Sizzla
- Vybz Kartel
- Yellowman
- Mr. Vegas
- Ziggi Recado